# Lonely Together
Lonely Together is een nummer van de Zweedse dj Avicii uit 2017, ingezongen door de Britse zangeres Rita Ora.
Het nummer was het laatste nummer dat Avicii uitbracht tijdens zijn leven. "Lonely Together" werd vooral een hit in Europa. Het haalde de 3e positie in Avicii's thuisland Zweden, en de 4e in Ora's thuisland het Verenigd Koninkrijk. In de Nederlandse Top 40 haalde het nummer een bescheiden 24e positie, en in de Vlaamse Ultratop 50 een bescheiden 36e positie.